# الان دون

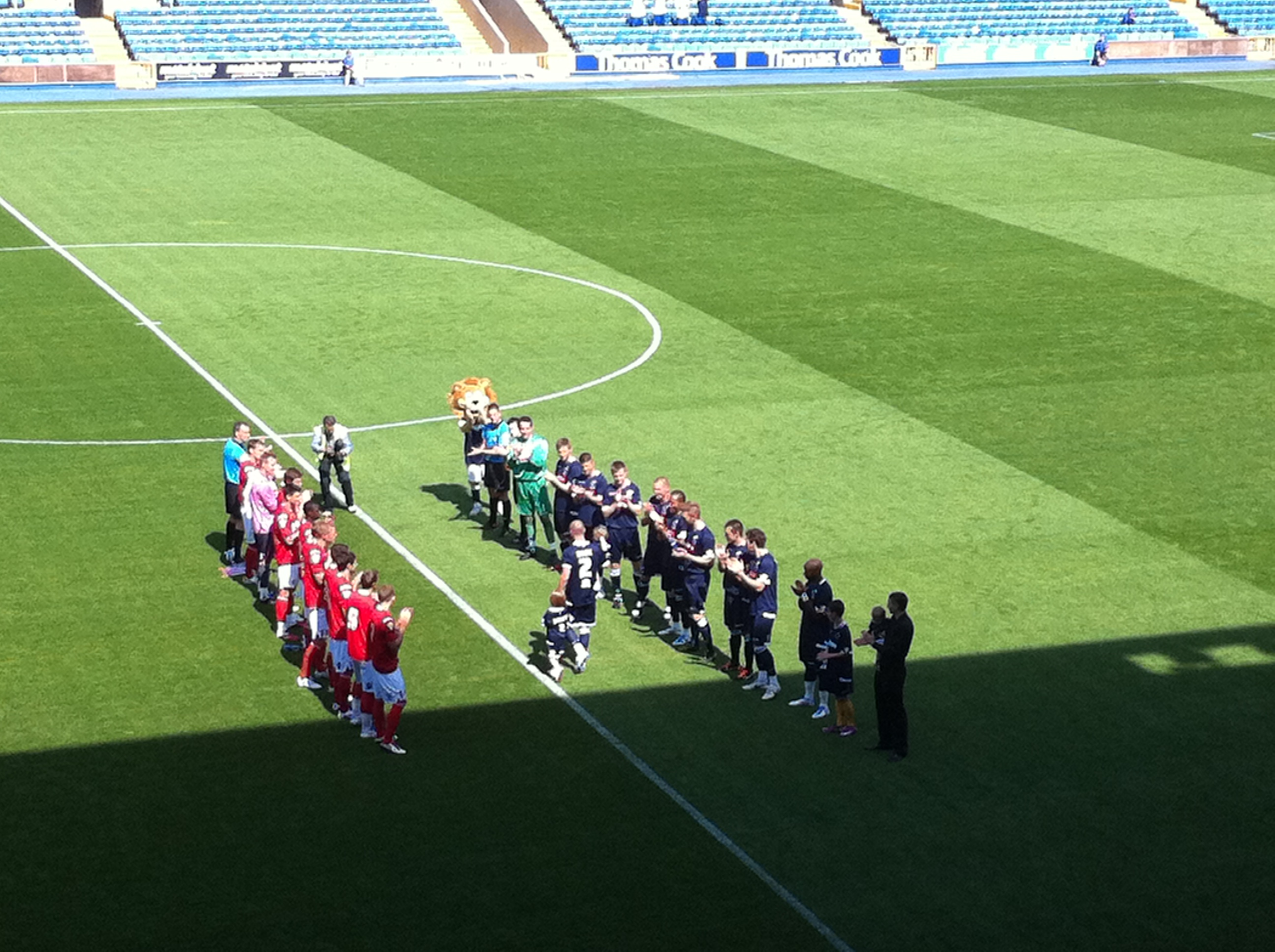
مباراة التكريم لآلان دان، بين نادي ميلوول ونادي تشارلتون أثلتيك على ملعب ذا دين، والتي انتهت بفوز ميلوول بنتيجة 4–3.

الان دون (بالإنجليزية: Alan Dunne) ولد في (23 أغسطس 1982 بدبلن في جمهورية أيرلندا - ) هو لاعب كرة قدم أيرلندي في مركز الدفاع. لعب مع نادي ميلوول ونادي ليتون أورينت.

## وصلات خارجية
- الان دون على موقع قاعدة بيانات كرة القدم.إي يو (الإنجليزية)
- الان دون على موقع Soccerbase.com (لاعب) (الإنجليزية)
- الان دون على موقع Soccerway.com (الإنجليزية)